# Mordella tachyporiformis
Mordella tachyporiformis es una especie de coleóptero de la familia Mordellidae.

## Distribución geográfica
Habita en Brasil.